# ストークス数
ストークス数（英語: Stokes number）とは、流体（混相流）中を運動する微粒子について、流体への追従性を記述するために用いられる無次元量である。その名前は、アイルランドの物理学者ジョージ・ガブリエル・ストークスに因む。St << 1 ならば、微粒子の軌跡は流体の流線にほぼ一致すると考えて良い。

## 定義
ストークス数{\displaystyle St}は次式で定義される:
{\displaystyle St={{\rho _{p}d^{2}U} \over {18\eta L}}}
- {\displaystyle \rho _{p}} ： 微粒子の密度(kg/m3)
- {\displaystyle d} ： 微粒子の直径(m)
- {\displaystyle U} ： 流れの代表速さ(m/s)
- {\displaystyle \eta } ： 流体の粘性(kg/m s)
- {\displaystyle L} ： 流れの代表長さ(m)

## 物理的な意味
ストークスの式によると、球形微粒子の終端速度{\displaystyle v_{s}}は次式で与えられる（ただし浮力を無視し、流体の密度は省略する）：
{\displaystyle v_{s}={{\rho _{p}d^{2}g} \over {18\eta }}}
ここで加速度{\displaystyle g}は流れのスケールによって決まり、遠心加速度などを考えれば分かるように{\displaystyle g\sim U^{2}/L}のオーダーである。したがって
{\displaystyle v_{s}={{\rho _{p}d^{2}U^{2}} \over {18\eta L}}=St\,U}
つまり、ストークス数は微粒子の終端速度と流れの代表速度の比と言うこともできる。